# Antistes
Antistes (lateinisch für Vorsteher; Plural Antistites) war schon in vorchristlicher Zeit die Bezeichnung für den Leiter einer Kultgemeinschaft. Das Wort wurde später als Ehrentitel für Bischöfe, Äbte und den Papst benutzt.
In den Schweizer Kantonen Zürich, Basel und Schaffhausen bezeichnete Antistes vom 16. bis 19. Jahrhundert das höchste Amt in den reformierten Kirchen. Der Ausdruck wurde erstmals 1525 als inoffizieller Ehrentitel für Huldrych Zwingli in Zürich gebraucht, dann 1530 für Johannes Oekolampad in Basel und 1532 für Heinrich Bullinger in Zürich. Der Antistes wurde durch den Grossen Rat (das Parlament) gewählt und war gleichzeitig mit seinem Amt Inhaber einer Pfarrstelle an einer Hauptkirche (in Zürich bis 1837 am Grossmünster, in Basel am Basler Münster, in Schaffhausen an St. Johann und in Chur an der Martinskirche). Seine Aufgabe war es, die Kirche nach aussen zu vertreten und zwischen Stadtregierung und Geistlichkeit zu vermitteln. Er hatte den Vorsitz in der Synode und im Examenskollegium (Examinatorenkonvent) für die Prüfung von Pfarramtskandidaten. Mit etwas anderer Funktion gab es das Amt auch in St. Gallen, Thurgau und Graubünden. Um die Wende zum 20. Jahrhundert wurde der Titel durch andere Bezeichnungen ersetzt, z. B. in Basel und Zürich Präsident des Kirchenrates beziehungsweise heute Kirchenratspräsident.
In der lutherischen Reichsstadt Nürnberg trugen die obersten Pfarrer an den Hauptkirchen ebenfalls den Ehrentitel Antistes, hatten aber keine damit verbundenen übergemeindlichen Funktionen. Die dem Antistes zugeordnete Behörde wird als Antistitium bezeichnet.

## Antistites der Zürcher Kirche
| Name des Antistes       | Lebensdaten | Amtsjahre |
| Huldrych Zwingli        | 1484–1531   | 1519–1531 |
| Heinrich Bullinger      | 1504–1575   | 1531–1575 |
| Rudolf Gwalther         | 1519–1585   | 1575–1585 |
| Ludwig Lavater          | 1527–1586   | 1585–1586 |
| Johann Rudolf Stumpf    | 1530–1592   | 1586–1592 |
| Burkhard Leemann        | 1531–1613   | 1592–1613 |
| Johann Jakob Breitinger | 1575–1645   | 1613–1645 |
| Johann Jakob Irminger   | 1588–1649   | 1645–1649 |
| Johann Jakob Ulrich     | 1602–1668   | 1649–1668 |
| Hans Caspar Waser       | 1612–1677   | 1668–1677 |
| Johann Jakob Müller     | 1616–1680   | 1677–1680 |
| Johann Heinrich Erni    | 1630–1688   | 1680–1688 |
| Anton Klingler          | 1649–1713   | 1688–1713 |
| Peter Zeller            | 1655–1718   | 1713–1718 |
| Johann Ludwig Nüscheler | 1672–1737   | 1718–1737 |
| Johann Conrad Wirz      | 1688–1769   | 1737–1769 |
| Johann Rudolf Ulrich    | 1728–1795   | 1769–1795 |
| Johann Jakob Hess       | 1741–1828   | 1795–1828 |
| Johann Georg Gessner    | 1765–1843   | 1828–1837 |
| Johann Jakob Füssli     | 1792–1860   | 1837–1849 |
| Johann Jakob Brunner    | 1794–1870   | 1850–1866 |
| Diethelm Georg Finsler  | 1819–1899   | 1866–1895 |